# AACTA Awards 2013
Die 2. Verleihung der australischen AACTA Awards (englisch 2nd AACTA Awards), die jährlich von der Australian Academy of Cinema and Television Arts (AACTA) vergeben werden, fand zweigeteilt am 28. und 30. Januar 2013 im Casino The Star in Sydney statt. Die AACTA Awards sind die Fortsetzung der AFI Awards, die von 1958 bis 2010 durch das Australian Film Institute (AFI) vergeben wurden. Sie ehrten die besten australischen Filme und Sendungen des Jahres 2012 und sind so das Gegenstück zu den im selben Monat stattgefundenen zweiten AACTA International Awards für internationale Filme. Die Verleihung wurde bei Network 10 gezeigt.

## Gewinner und Nominierte
| Film                       | N  | A  |
| -------------------------- | -- | -- |
| The Sapphires              | 12 | 11 |
| Burning Man                | 10 | 0  |
| Wish You Were Here         | 08 | 02 |
| Lore                       | 08 | 01 |
| Mental                     | 08 | 0  |
| Sex ist (k)ein Kinderspiel | 04 | 01 |
| 33 Postcards               | 02 | 0  |
| Killer Elite               | 02 | 0  |

### Bester Film
The Sapphires – Produktion: Rosemary Blight und Kylie du Fresne
Burning Man – Produktion: Andy Paterson und Jonathan Teplitzky
Lore – Produktion: Benny Drechsel, Karsten Stöter, Liz Watts und Paul Welsh
Wish You Were Here – Produktion: Angie Fielder

### Beste Regie
Wayne Blair – The Sapphires
Jonathan Teplitzky – Burning Man
Cate Shortland – Lore
Kieran Darcy-Smith – Wish You Were Here

### Bestes Originaldrehbuch
Kieran Darcy-Smith und Felicity Price – Wish You Were Here
P. J. Hogan – Mental
Michael Lucas – Sex ist (k)ein Kinderspiel (Not Suitable for Children)
Jonathan Teplitzky – Burning Man

### Bestes adaptiertes Drehbuch
Tony Briggs und Keith Thompson – The Sapphires
Robin Mukherjee und Cate Shortland – Lore

### Bester Hauptdarsteller
Chris O’Dowd – The Sapphires
Joel Edgerton – Wish You Were Here
Matthew Goode – Burning Man
Guy Pearce – 33 Postcards

### Beste Hauptdarstellerin
Deborah Mailman – The Sapphires
Toni Collette – Mental
Felicity Price – Wish You Were Here
Sarah Snook – Sex ist (k)ein Kinderspiel (Not Suitable for Children)

### Bester Nebendarsteller
Antony Starr – Wish You Were Here
Ryan Corr – Sex ist (k)ein Kinderspiel (Not Suitable for Children)
Liev Schreiber – Mental
Gary Waddell – The King Is Dead!

### Beste Nebendarstellerin
Jessica Mauboy – The Sapphires
Essie Davis – Burning Man
Rebecca Gibney – Mental
Deborah Mailman – Mental

### Bester Nachwuchsdarsteller
Saskia Rosendahl – Lore
Brenna Harding – Puberty Blues
Ed Oxenbould – Julian
Lily Sullivan – Mental

### Beste Filmmusik
Jono Ma und Matteo Zingales – Sex ist (k)ein Kinderspiel (Not Suitable for Children)
Guy Gross – Die Trauzeugen (A Few Best Men)
Antony Partos – 33 Postcards
Michael Yezerski – Mental

### Beste Kamera
Warwick Thornton – The Sapphires
Adam Arkapaw – Lore
Jules O’Loughlin – Wish You Were Here
Garry Phillips – Burning Man

### Bester Schnitt
Dany Cooper – The Sapphires
Jason Ballantine – Wish You Were Here
Cindy Clarkson – Exit – A Night From Hell (X: Night of Vengeance)
Martin Connor – Burning Man

### Bestes Szenenbild
Melinda Doring – The Sapphires
Silke Fischer – Lore
Steven Jones-Evans – Burning Man
Michelle McGahey – Killer Elite

### Beste Kostüme
Tess Schofield – The Sapphires
Stefanie Bieker – Lore
Tim Chappel – Mental
Lizzy Gardiner – Burning Man

### Bester Ton
Bry Jones, Ben Osmo, Andrew Plain, John Simpson und Pete Smith – The Sapphires
Yulia Akerholt, Michael Busch, Antony Gray, Robert Mackenzie, Sam Petty und Brooke Trezise – Lore
Gethin Creagh, David Lee und Andrew Plain – Burning Man
Des Kenneally, John Simpson, Pete Smith und Martyn Zub – Swerve – Falscher Ort, falsche Zeit (Swerve)

### Beste visuelle Effekte
Juuso Kaari, Jussi Lehtiniemi, Kelly Myers und Samuli Torssonen – Iron Sky
Julian Dimsey und Ineke Majoor – Killer Elite
Monica Monin, Kylie Robertson und Rebecca Stegh – Utopia Girls
James Rogers – The Sapphires

### Bester Dokumentarfilm
Storm Surfers 3D – Produktion: Ellenor Cox und Marcus Gillezeau
A Common Purpose – Produktion: Mitzi Goldman
The Curse of the Gothic Symphony – Produktion: Veronica Fury
Dr Sarmast’s Music School – Produktion: Beth Frey

### Bester Dokumentarfilm unter einer Stunde
Then The Wind Changed – Produktion: Celeste Geer und Jeni McMahon
All the Way – Produktion: Anne Delaney
I Can Change Your Mind About Climate – Produktion: Kate Hodges und Simon Nasht
The Man Who Jumped – Produktion: Ed Punchard und Julia Redwood

### Beste Regie bei einer Dokumentation
Macario de Souza – Fighting Fear
Polly Watkins – Dr Sarmast’s Music School
Rick McPhee und Ivan O’Mahoney – Go Back to Where You Came From
Bernadine Lim – Once Upon a Time in Cabramatta

### Bester Kurzfilm
Julian – Regie: Matthew Moore; Produktion: Robert Jago und Matthew Moore
Bino – Regie: Billie Pleffer; Produktion: Rita Walsh
Dumpy Goes to the Big Smoke – Regie: Mirrah Foulkes; Produktion: Michael Cody und David Michôd
Transmission – Regie: Zak Hilditch; Produktion: Liz Kearney

### Bester animierter Kurzfilm
The Hunter – Regie und Produktion: Marieka Walsh
LEGO Star Wars – Die Padawan-Bedrohung (Lego Star Wars: The Padawan Menace) – Regie: David Scott; Produktion: Amber Naismith und Mark Thorle
The Maker – Regie: Christopher Kezelos; Produktion: Christine Kezelos und Christopher Kezelos
Sleight of Hand – Regie: Michael Cusack; Produktion: Richard Chataway

### Beste Dramaserie
Puberty Blues – Produktion: Imogen Banks und John Edwards
Rake – Produktion: Ian Collie, Peter Duncan und Richard Roxburgh
Redfern Now – Produktion: Darren Dale und Miranda Dear
Tangle – Produktion: Imogen Banks und John Edwards

### Beste Comedyserie
Lowdown – Produktion: Nicole Minchin, Amanda Brotchie und Adam Zwar
A Moody Christmas – Produktion: Andrew Walker
Danger 5 – Produktion: Kate Croser und Dario Russo
Shaun Micallef’s Mad as Hell – Produktion: Peter Beck

### Bester Fernsehfilm oder beste Miniserie
Howzat! Kerry Packer’s War – Produktion: John Edwards und Mimi Butler
Beaconsfield – Produktion: John Edwards und Jane Liscombe
Devil’s Dust – Produktion: Antonia Barnard und Stephen Corvini
Underground: Die Julian Assange Story (Underground: The Julian Assange Story) – Produktion: Helen Bowden

### Beste Kinderserie
Die Abenteuer von Figaro Pho (The Adventures of Figaro Pho) – Produktion: Dan Fill, Frank Verheggen und David Webster
Dance Academy – Tanz deinen Traum! (Dance Academy) – Produktion: Joanna Werner
Rowdy & Zwick (Flea-bitten!) – Produktion: Gillian Carr
Weißt du eigentlich, wie lieb ich dich hab? (Guess How Much I Love You) – Produktion: Sebastian Debertin, Suzanne Ryan, Seng Choon Meng und Tina Sicker

### Beste Unterhaltungssendung
Agony Aunts – Produktion: Nicole Minchin und Adam Zwar
Adam Hills in Gordon Street Tonight – Produktion: Adam Hills, Bruce Kane und Rachel Millar
Gruen Sweat – Produktion: Jon Casimir, Debbie Cuell, Andrew Denton und Anita Jacoby
The Hamster Wheel – Produktion: Andy Nehl

### Beste Realitysendung
The Amazing Race Australia – Produktion: Trent Chapman, David Gardner, Matthew Kowald, Michael McKay
MasterChef Australia – Produktion: Tim Toni
My Kitchen Rules – Produktion: Matt Apps, Rikkie Proost, Greg Swanborough und Evan Wilkes
The Voice – Produktion: Julie Ward

### Beste Hauptdarsteller – Drama
Richard Roxburgh – Rake
Jimi Bani – Mabo
Anthony Hayes – Devil’s Dust
Lachy Hulme – Howzat! Kerry Packer’s War

### Beste Hauptdarstellerin – Drama
Leah Purcell – Redfern Now
Ashleigh Cummings – Puberty Blues
Essie Davis – Miss Fishers mysteriöse Mordfälle (Miss Fisher’s Murder Mysteries)
Susie Porter – Dangerous Remedy

### Bester Neben- oder Gastdarsteller – Drama
Aaron Jeffery – Underbelly: Badness
Luke Carroll – Redfern Now
Abe Forsythe – Howzat! Kerry Packer’s War
Dan Wyllie – Puberty Blues

### Beste Neben- oder Gastdarstellerin – Drama
Mandy McElhinney – Howzat! Kerry Packer’s War
Shareena Clanton – Redfern Now
Susan Prior – Puberty Blues
Laura Wheelwright – Underground: Die Julian Assange Story (Underground: The Julian Assange Story)

### Bester Darsteller – Comedy
Patrick Brammall – A Moody Christmas
Barry Crocker – The Strange Calls
Damon Herriman – Laid
Frank Woodley – Woodley

### Beste Regie im Fernsehen
Jeffrey Walker – Jack Irish: Bad Debts
Glendyn Ivin – Beaconsfield
Michael McKay – The Amazing Race Australia (Episode 1)
Daina Reid – Howzat! Kerry Packer’s War (Episode 1)

### Bestes Drehbuch im Fernsehen
Steven McGregor – Redfern Now (Episode 6 Pretty Boy Blue)
Alice Bell und Tony McNamara – Puberty Blues (Episode 5)
Amanda Brotchie, Trudy Hellier und Adam Zwar – Lowdown (Episode 11 One Fine Gay)
Phil Lloyd und Trent O’Donnell – A Moody Christmas (Episode 5 Water Under the Bridge)